# Chalcopsitta atra
Chalcopsitta atra е вид птица от семейство Папагалови (Psittaculidae).

## Разпространение
Видът е разпространен в Индонезия.